# Sébastien Minard

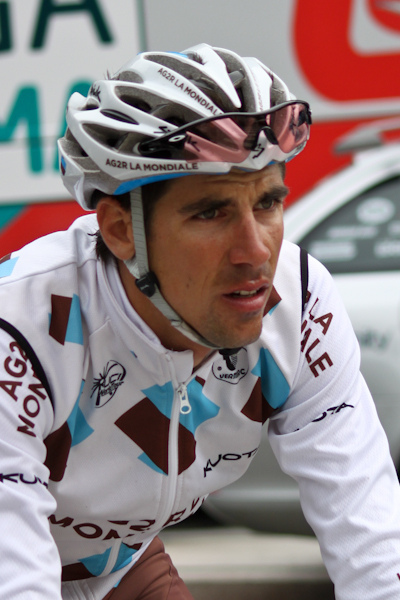
Sébastien Minard beim Critérium du Dauphiné Libéré 2011

Sébastien Minard (* 12. Juni 1982) ist ein ehemaliger französischer Radrennfahrer.
Sébastien Minard begann mit dem Radsport im Verein SV Senlis. Seine internationale Karriere begann er 2005 bei dem französischen Continental Team R.A.G.T. Semences. In seiner ersten Saison konnte er eine Etappe bei der Tour de l’Avenir für sich entscheiden. 2006 wechselte Minard zum UCI ProTeam Cofidis und bestritt für diese Mannschaft mit der Vuelta a España seine erste dreiwöchige Rundfahrt, welche er auf Rang 44 beendete.
Seinen größten Erfolg erreichte Minard 2010 als Sieger des Eintagesrennens Paris–Camembert im Sprint vor seinem Fluchtkollegen Maxime Méderel, mit dem er sich aus einer 20-köpfigen Ausreißergruppe absetzen konnte.
Am 24. November 2013 überlebte Minard einen Autounfall in der Gemeinde Allonne als Insasse eines Autos, über das der Fahrer Guillaume Levarlet die Kontrolle verloren hatte. Der ebenfalls mitfahrende Arnaud Coyot starb kurz darauf in einem Krankenhaus in Amiens.
Nach Ablauf der Saison 2016 beendete Minard seine Karriere als Radrennfahrer.

## Erfolge
2005
- eine Etappe Tour de l’Avenir

2010
- Paris–Camembert

## Grand Tours-Platzierungen
| Grand Tour            | 2006 | 2007 | 2008 | 2009 | 2010 | 2011 | 2012 | 2013 | 2014 | 2015 | 2016 |
| --------------------- | ---- | ---- | ---- | ---- | ---- | ---- | ---- | ---- | ---- | ---- | ---- |
| Giro d’ItaliaGiro     | –    | –    | –    | –    | –    | –    | –    | –    | –    | –    | –    |
| Tour de FranceTour    | –    | –    | –    | 38   | 92   | 110  | 65   | 124  | 99   | –    | –    |
| Vuelta a EspañaVuelta | 44   | 57   | 71   | –    | 102  | –    | –    | –    | –    | 96   | DNF  |

## Teams
- 2005 R.A.G.T. Semences
- 2006–2010 Cofidis
- 2011–2016 Ag2r La Mondiale

## Persönliches
Minard studierte Handel und Neue Technologien. Sein erster Radsportverein war SV Senlis.